# 자인비트겐슈타인베를레부르크

자인비트겐슈타인베를레부르크의 문장

자인비트겐슈타인베를레부르크(독일어: Sayn-Wittgenstein-Berleburg)는 여러 제국의 군들 중 하나였고, 후에 자인비트겐슈타인 왕가의 통치를 받았다.
현재의 독일 노르트라인베스트팔렌주의 자인비트겐슈타인에 위치한다. 거주지는 베를부르에 있는 마을과 궁전이었다.